# Yū Etō
Yū Etō (japanisch 衛藤 裕 Etō Yū; * 17. Oktober 1983 in der Präfektur Fukuoka) ist ein ehemaliger japanischer Fußballspieler.

## Karriere
Etō erlernte das Fußballspielen in der Universitätsmannschaft der Fukuoka-Universität. Seinen ersten Vertrag unterschrieb er 2006 bei Sagan Tosu. Der Verein spielte in der zweithöchsten Liga des Landes, der J2 League. Für den Verein absolvierte er 104 Ligaspiele. 2011 wechselte er zum Ligakonkurrenten Tokushima Vortis. Am Ende der Saison 2013 stieg der Verein in die J1 League auf. Am Ende der Saison 2014 stieg der Verein wieder in die J2 League ab. Für den Verein absolvierte er 116 Ligaspiele. 2016 wechselte er zum Drittligisten Kataller Toyama. Für den Verein absolvierte er 46 Ligaspiele. Ende 2017 beendete er seine Karriere als Fußballspieler.